# Absalon Pedersson Beyer
Absalon Pederssøn Beyer (født ca. 1528, død 9. april 1575) var en norsk forfatter, lærer og lutheransk præst. Beyer bidrog i høj grad til reformationen i Norge. I dag er han bedst kendt for sin dagbog om begivenheder i hans levetid. Hans dagbog Absalon Pederssøns dagbok 1552–1572 er en af de vigtige kilder til information om kulturel og social historie i Bergen i denne periode.
Absalon Pederssøn Beyer blev født i Aurland, en kommune i Sogn og Fjordane, Norge. Han blev uddannet på Københavns Universitet. I 1549 rejse han til Wittenberg, hvor han studerede i to år med Philip Melanchthon, en af lederne af reformationen. I 1533 blev Beyer udnævnt som lærer i teologi på Bergen Katedralskole. Mellem 1557 og 1564 var han også forstander. Beyer arbejdede både med græsk og latin.
I 1566 lod han sine studerende opføre Adams Fald i kirken. Dette bliver betragtet som den første offentlige teaterforestilling i Norge. Beyere skrev historisk-topografiske værker, hvilket inkluderer Om Norigs Rige og Bergens kapitelsbok. Han døde i 1575. Hans enke, Anne Pedersdotter, blev anklaget for at være heks og blev brændt i 1590, på trods at at loyale præster hævdede hun var uskyldig.